# I-51 (tàu ngầm Nhật Bản)
I-51 (伊号第五一潜水艦 I-gō Dai Gojū-ichi sensuikan), nguyên mang tên Đề án S22 và Tàu ngầm số 44, là một tàu ngầm trong biên chế của Hải quân Đế quốc Nhật Bản từ năm 1924 đến năm 1938. Cho dù không phải là một thiết kế thành công, nó là chiếc dẫn đầu và là nguyên mẫu cho tàu ngầm lớp Kaidai phục vụ trong Chiến tranh Thế giới thứ hai. Người Nhật còn sử dụng nó trong những thử nghiệm ban đầu vào việc phát triển tàu sân bay ngầm.

## Thiết kế và chế tạo

### Bối cảnh
Sau Chiến tranh Thế giới thứ nhất, Bộ tham mưu Hải quân Đế quốc Nhật Bản bắt đầu cân nhắc chiến tranh tàu ngầm như một thành phần chiến lược của hạm đội. Trước chiến tranh, Hải quân Đế quốc Nhật Bản xem tàu ngầm chỉ hữu ích cho việc phòng thủ duyên hải tầm ngắn. Tuy nhiên dựa trên thành công của Hải quân Đế quốc Đức khi bố trí tàu ngầm tuần dương tầm xa để đánh phá tàu buôn trong Thế Chiến I, các nhà chiến lược Nhật Bản nhận ra khả năng sử dụng tàu ngầm để trinh sát tầm xa, cũng như trong cuộc chiến tranh tiêu hao chống lại một hạm đội đối phương tiếp cận Nhật Bản. Việc sở hữu một tàu ngầm lớn có tầm hoạt động xa được chấp thuận trong tài khóa 1918 trong Chương trình Hạm đội 8-6, dưới tên gọi Đề án S22.

### Thiết kế
Sự gắn bó giữa Nhật Bản và Vương quốc Anh trong Liên minh Anh-Nhật vẫn còn khắng khít ngay sau Thế Chiến I, nên Đề án S22 dựa trên thiết kế mới nhất của Hải quân Hoàng gia Anh là tàu ngầm Anh lớp K. Với trọng lượng choán nước khi nổi là 1.390 tấn, Đề án S22 là tàu ngầm lớn nhất mà Nhật Bản từng chế tạo cho đến lúc đó. Để đạt được tốc độ thiết kế 23 hải lý trên giờ (43 km/h; 26 mph) khi nổi và 15 hải lý trên giờ (28 km/h; 17 mph) khi lặn, nó đòi hỏi bốn động cơ diesel dẫn động bốn trục chân vịt. Để chứa những động cơ này, thân tàu được cấu trúc vỏ kép được kết nối bên cạnh tạo hình số 8. Sau khi hoàn tất, khi chạy thử máy I-51 chỉ đạt được tốc độ 18,4 hải lý trên giờ (34,1 km/h; 21,2 mph) khi nổi và 8,4 hải lý trên giờ (15,6 km/h; 9,7 mph) khi lặn, nhưng có tầm hoạt động lên đến 20.000 hải lý (37.000 km; 23.000 mi), là một dấu mốc đáng kể vào thời đó.
Cho dù Nhật Bản đạt được nhiều tiến bộ kỹ thuật trong thiết kế I-51, họ không xem đó là một thiết kế thành công, chủ yếu vì những vấn đề gặp phải với động cơ diesel do Sulzer cung cấp. Nó chỉ phục vụ giới hạn cùng hạm đội.

### Chế tạo
Đề án S22 được đặt lườn tại Xưởng vũ khí Hải quân Kure tại Kure, Nhật Bản vào ngày 6 tháng 4, 1921. Nó được hạ thủy vào ngày 29 tháng 11, 1921 và hoàn tất vào ngày 20 tháng 6, 1924. khi nó được đặt tên Tàu ngầm số 44 (第四四号潜水艦  Dai-Yonjūyon-go sensuikan).

## Lịch sử hoạt động
Sau khi hoàn tất, Tàu ngầm số 44 nhập biên chế và được phân về Quân khu Hải quân Kure. Từ ngày 17 tháng 7, 1924 đến ngày 1 tháng 5, 1925, nó được phối thuộc cùng Hải đội Tàu ngầm 2 trực thuộc Hạm đội 2, nằm trong thành phần Hạm đội Liên hợp; vào lúc này nó được đổi tên thành I-51 vào ngày 1 tháng 11, 1924. Nó quay trở lại phục vụ cùng Quân khu Hải quân Kure từ ngày 1 tháng 5 đến ngày 1 tháng 12 1925, khi nó cùng tàu ngầm I-52 nằm trong Đội tàu ngầm 17, Hải đội Tàu ngầm 2 trực thuộc Hạm đội 2 của Hạm đội Liên hợp.
Đến ngày 10 tháng 12, 1928, Đội tàu ngầm 17 được điều về Quân khu Hải quân Kure, và I-51 tiếp tục phục vụ cùng đơn vị này cho đến khi đội bị giải thể vào ngày 1 tháng 11, 1935. Hoạt động không thành công trong đội hình hạm đội do gặp trục trặc động cơ diesel, I-51 không bao giờ được phái đi phục vụ cùng hạm đội sau năm 1928. Thay vào đó nó được giữ lại Xưởng vũ khí Hải quân Kure để huấn luyện thủy thủ đoàn và thử nghiệm nhiều kỹ thuật tàu ngầm mới.
Vào tháng 5, 1929, I-51 bắt đầu thử nghiệm hoạt động trên tàu ngầm với chiếc Yokosho 2-Go, phiên bản nguyên mẫu của thủy phi cơ Yokosuka E6Y. Nó hoàn tất thử nghiệm vào tháng 9, 1931. Sau đó nó được trang bị một hầm chứa có thể chứa một thủy phi cơ, có thể vớt máy bay lên hay hạ xuống nước nhờ một cần trục, rồi nó bắt đầu thử nghiệm với một chiếc nguyên mẫu E6Y thứ hai, Yokosho 2-Go Kai.  Đến năm 1933, một máy phóng máy bay được lắp đặt trên boong tàu, khiến nó trở thành tiền thân của tàu sân bay ngầm Nhật Bản trong Thế Chiến II.
Ngoài hoạt động thử nghiệm, I-51 cũng tham gia huấn luyện tại căn cứ hải quân Kure.  Vào năm 1932, hai động cơ cùng trục chân vịt tương ứng bị tháo dỡ, cũng như là khẩu hải pháo trên boong tàu. Sau khi Đội tàu ngầm 17 bị giải thể vào ngày 1 tháng 11, 1935, I-51 được phối thuộc trực tiếp cùng Quân khu Hải quân Kure, và tiếp tục vai trò huấn luyện cho đến khi xuất biên chế và đưa về Dự bị hạng 4 vào ngày 15 tháng 12, 1938. Đang khi trong thành phần Dự bị hạng 4, nó được điều sang Quân khu Hải quân Maizuru vào ngày 15 tháng 11, 1939.
I-51 được rút tên khỏi danh sách Đăng bạ Hải quân vào ngày 1 tháng 4, 1940, và lườn tàu bị bất hoạt được đổi tên thành Haikan số 3 hoặc Haisen số 3. Nó bị bán để tháo dỡ vào năm 1941.